# Johan-Sebastian Christiansen
Johan-Sebastian Christiansen (* 10. Juni 1998) ist ein norwegischer Schachspieler.
Im Jahre 2016 gewann er überlegen die nordischen Jugendmeisterschaften im Schach mit sechs Siegen aus sechs Spielen und die norwegischen Meisterschaften im Blitzschach mit 6,5 aus 7.
Er bekam den Titel IM auf dem 86. FIDE-Kongress 2015 in Abu Dhabi und den Titel Großmeister auf dem 89. FIDE-Kongress 2018 in Batumi.
Mit seiner höchsten Elo-Zahl von 2620 lag er im Juli 2021 auf Platz 116 der FIDE-Weltrangliste.
| Hier fehlt eine Grafik, die leider im Moment aus technischen Gründen nicht angezeigt werden kann. Wir arbeiten daran! |